# Южно-Сахалинск-Грузовой
Южно-Сахалинск-Грузовой — одна из главных грузовых железнодорожных станций Сахалинского региона Дальневосточной железной дороги. Названа по городу, в котором расположена.

## Деятельность
По параграфу станция способна осуществлять небольшие грузовые отправления со складов и на открытых площадках, приём/отправку контейнеров массой до 20 тонн.
По состоянию на август 2011 года по станции останавливаются 2 пары пригородных дизельных поездов Южно-Сахалинск — Быков. Пассажирские поезда дальнего следования на станции не останавливаются.